# 모듈러 형식
모듈러 형식(modular形式, 영어: modular form)은 수학에서 특정한 종류의 함수 방정식과 증가 조건을 만족하는, 상반 평면 위에서 정의되는 (복소) 해석함수이다. 따라서 모듈러 형식의 이론은 복소해석학에 속하지만 역사적으로는 정수론과 긴밀한 관계에 있어왔다. 모듈러 형식은 대수적 위상수학이나 끈이론 등의 다른 분야에도 나타난다.
모듈러 함수는 무게 0인 모듈러 형식이다. 이는 모듈러 군의 작용에 대하여 불변인 것을 의미하며 따라서 (선다발의 단면으로서가 아닌) 모듈러 영역 위의 함수로써 이해할 수 있다.
모듈러 형식론은 더 일반적인 보형 형식의 특수한 경우이며, 그러므로 오늘날 이산 군의 풍부한 이론에서의 가장 구체적인 부분으로 보인다.

## 정의
모듈러 형식 {\displaystyle f\colon \mathbb {H} \to \mathbb {C} }는 열린 상반평면 {\displaystyle \mathbb {H} =\{z\in \mathbb {C} \colon \operatorname {Im} z>0\}} 위에 정의된, 다음 공리들을 만족시키는 함수다.
- (S변환) 어떤 정수 {\displaystyle k}에 대하여, {\displaystyle f(-1/z)=z^{k}f(z)}이다. 이 {\displaystyle k}를 {\displaystyle f}의 무게(weight)라고 한다.
- (T변환) {\displaystyle f(1+z)=f(z)}이다.
- (정칙성) {\displaystyle f(z)}는 {\displaystyle \mathbb {H} }에서 정칙함수며, 또한 {\displaystyle z\to i\infty }에서 정칙함수다. 즉, {\displaystyle f(z)}는 다음과 같은 푸리에 급수로 쓸 수 있다. {\displaystyle f(z)=\sum _{n=0}^{\infty }c_{n}\exp(2\pi inz)} 여기서 {\displaystyle c_{0}=f(i\infty )}에 해당한다. {\displaystyle z=i\infty }를 첨점 또는 뾰족점(영어: cusp)이라고 하며, {\displaystyle c_{0}=0}인 모듈러 형식을 첨점 형식(영어: cusp form)이라고 한다.

보다 일반적으로, 정칙성 공리를 약화시켜 {\displaystyle f}가 반평면 위에서 유리형 함수이어야 한다는 조건을 가할 수도 있다.
모듈러 함수는 S변환 및 T변환 공리를 만족시키고, 반평면 위에서 유리형 함수이고, 무게가 0인 함수다. (반평면 위에서 정칙 함수인 모듈러 함수는 상수함수밖에 없다.)

### Γ의 부분군에 대한 모듈러 형식
Γ의 유한 지표의 부분군 {\displaystyle G\subset \Gamma }에 대해서도 모듈러 형식을 정의할 수 있다. 이 경우, {\displaystyle G}에 대한 무게 {\displaystyle k\in \mathbb {Z} }의 모듈러 형식은 다음 조건을 만족시키는 함수 {\displaystyle f}이다.
- (모듈러 변환) 모든 {\displaystyle {\begin{pmatrix}a&b\\c&d\end{pmatrix}}\in G}에 대하여, {\displaystyle f((az+b)/(cz+d))=(cz+d)^{k}f(z)}이다.
- (정칙성) {\displaystyle f(z)}는 {\displaystyle \mathbb {H} }에서 정칙함수며, 또한 첨점 {\displaystyle z\to i\infty }에서 정칙함수다. 즉, {\displaystyle f(z)}는 다음과 같은 푸리에 급수로 쓸 수 있다 ({\displaystyle q=\exp(2\pi iz)}). {\displaystyle f(z)=\sum _{n=0}^{\infty }c_{n}q^{n}}

특히, {\displaystyle G}가 Γ0(N)인 경우에는, 이 군에 대한 모듈러 형식을 준위(영어: level 레벨[*]) N의 모듈러 형식이라고 한다.

### 모듈러 곡선
{\displaystyle \Gamma }에 대한 모듈러 형식이 {\displaystyle \Gamma \backslash \mathbb {H} } 위의 선다발의 단면인 것처럼, {\displaystyle G\subset \Gamma }에 대한 모듈러 형식은 {\displaystyle G\backslash \mathbb {H} } 위의 선다발의 단면으로 볼 수 있다. {\displaystyle G\setminus \mathbb {H} }는 (콤팩트하지 않은) 리만 곡면이며, 여기에 첨점들을 더해 콤팩트 리만 곡면 {\displaystyle (G\setminus \mathbb {H} )^{*}}을 만들 수 있다. 이를 {\displaystyle G}에 대응하는 모듈러 곡선(영어: modular curve) {\displaystyle X(G)}라고 한다.

## 모듈러 형식의 공간
다양한 종류들의 모듈러 형식들의 공간 {\displaystyle A\supset M\supset S}를 정의할 수 있다. 이들의 구조는 다음과 같다.
{\displaystyle A_{k}}는 무게 {\displaystyle k}의 (극점들을 가질 수 있는) 모듈러 형식들의 복소수 벡터 공간이다. {\displaystyle A=\bigoplus _{k}A_{k}}는 곱셈에 대하여 등급 체를 이룬다. 또한, {\displaystyle A_{0}} 자체도 체를 이루며, 모든 {\displaystyle A_{k}} ({\displaystyle k\neq 1})는 {\displaystyle A_{0}}에 대한 1차원 벡터 공간을 이룬다. 구체적으로
{\displaystyle A_{k}=\operatorname {Span} _{A_{0}}\{(g_{3}/g_{2})^{k/2}\}}
이다. 또한, {\displaystyle A_{0}}은 j-불변량에 대한 복소 유리 함수체이다.
{\displaystyle A_{0}=\mathbb {C} (j)}
따라서
{\displaystyle A=\mathbb {C} (g_{2},g_{3})=\operatorname {Quot} (M)}
이고, 이는 환 {\displaystyle M}의 분수체이다.
{\displaystyle M_{k}\subset A_{k}}는 무게 {\displaystyle k}의 ({\displaystyle {\widehat {\infty }}} 이외의 극점을 갖지 않는) 모듈러 형식들의 복소수 벡터 공간이다. {\displaystyle M=\bigoplus _{k}M_{k}}는 등급환을 이룬다. 환으로서, {\displaystyle M\cong \mathbb {C} [g_{2},g_{3}]}이다. 여기서 {\displaystyle g_{2},g_{3}}는 모듈러 불변량(modular invariant)이며, 아이젠슈타인 열의 처음 두 원소이다. 따라서
{\displaystyle \dim _{\mathbb {C} }M_{k}={\begin{cases}\lfloor k/12\rfloor &k\equiv 2{\pmod {12}}\\\lfloor k/12\rfloor +1&k\not \equiv 2{\pmod {12}}\end{cases}}}
이다.
{\displaystyle S_{k}\subset M_{k}}는 무게 {\displaystyle k}의 첨점 형식들의 복소수 벡터 공간이다. 그렇다면 {\displaystyle S=\bigoplus _{k}S_{k}}는 {\displaystyle M}의 주 아이디얼을 이룬다. 구체적으로, {\displaystyle \Delta =g_{2}^{3}-27g_{3}^{2}=(2\pi )^{12}\eta ^{24}}가 모듈러 판별식(modular discriminant)이라면 ({\displaystyle \eta }는 데데킨트 에타 함수), {\displaystyle S=\Delta M}이다. 따라서
{\displaystyle \dim _{\mathbb {C} }S_{k}={\begin{cases}\lfloor k/12\rfloor -1&k\neq 2,\;k\equiv 2{\pmod {12}}\\\lfloor k/12\rfloor &k=2{\text{ or }}k\not \equiv 2{\pmod {12}}\end{cases}}}
이다.

## 일반화
고전적인 모듈러 형식은 여러 가지로 일반화할 수 있다.
- 마스 파동 형식은 모듈러 변환을 따르는 해석적 조화함수이다.
- 가짜 모듈러 형식(영어: mock modular form)은 마스 파동 형식의 정칙 부분이며, 스리니바사 라마누잔이 발견하였다.
- 힐베르트 모듈러 형식(영어: Hilbert modular form)은 상반평면의 곱 {\displaystyle \mathbb {H} \times \mathbb {H} \times \cdots } 위에 정의된 복소 다변수 함수이다.
- 지겔 모듈러 형식은 더 큰 심플렉틱 군에 관련된 함수들이다. 고전적인 모듈러 형식은 타원곡선(1차 아벨 다양체)의 모듈라이 공간 위의 선다발의 단면인데, 지겔 모듈러 형식은 고차원 아벨 다양체의 모듈러스 공간 위의 선다발의 단면이다. 이 모듈러스 공간은 고차 심플렉틱 군에 대한 몫공간이다.
- 야코비 형식은 모듈러 형식과 타원 함수의 개념을 혼합한 것이다.
- 보형 형식은 모듈러 형식의 개념을 일반적인 리 군에 대하여 일반화한 것이다.

## 같이 보기
- 소수 모듈러 형식
- 보형 형식
- 대수적 수론
- 바이어슈트라스 타원함수
- 타원 곡선
- 아이젠슈타인 급수

## 참고 문헌
- Serre, Jean-Pierre (1973). 《A course in arithmetic》. Graduate Texts in Mathematics (영어) 7. Springer. doi:10.1007/978-1-4684-9884-4. ISBN 978-0-387-90041-4. ISSN 0072-5285. Zbl 0432.10001.
- Apostol, Tom M. (1990). 《Modular functions and Dirichlet series in number theory》. Graduate Texts in Mathematics (영어) 41 2판. Springer. doi:10.1007/978-1-4612-0999-7. ISBN 978-0-387-97127-8. ISSN 0072-5285. Zbl 0697.10023.
- Shimura, Goro (1971). 《Introduction to the arithmetic theory of automorphic functions》. Princeton University Press. Zbl 0221.10029.
- Lang, Serge (1976). 《Introduction to Modular Forms》. Grundlehren der mathematischen Wissenschaften (영어) 222. Springer. doi:10.1007/978-3-642-51447-0. ISBN 978-3-540-07833-3.
- Koblitz, Neal (1993). 《Introduction to elliptic curves and modular forms》. Graduate Texts in Mathematics (영어) 97 2판. doi:10.1007/978-1-4612-0909-6. ISBN 978-1-4612-6942-7. ISSN 0072-5285. Zbl 0804.11039.